# يانيك مارشان (لاعب كرة قدم)
يانيك مارشان هو لاعب كرة قدم سويسري في مركز الوسط، ولد في 9 فبراير 2000 في بازل في سويسرا. لعب مع نادي بازل.

## وصلات خارجية
- يانيك مارشان (لاعب كرة قدم) على موقع قاعدة بيانات كرة القدم.إي يو (الإنجليزية)
- يانيك مارشان (لاعب كرة قدم) على موقع Soccerway.com (الإنجليزية)
- يانيك مارشان (لاعب كرة قدم) على موقع عالم كرة القدم.نت (الإنجليزية)